# Rostgumpad skogssångare
Rostgumpad skogssångare (Leiothlypis luciae) är en fågel i familjen skogssångare som förekommer i sydvästra USA och nordvästra Mexiko.

## Utseende och läten
Rostgumpad skogssångare är med en kroppslängd på endast 11 cm en mycket liten skogssångare, en av de minsta i Nordamerika, med liten och spetsig näbb. Fjäderdräkten är övervägande ljusgrå, undertill mer gräddvit, med rostfärgad övergump, vita undre stjärttäckare och en vit ögonring. Den rostfärgade hjässfläcken som även dess nära släktingar har är ovanligt tydlig. Sången består av en enkel drill med flera tonhöjdsändringar, ljusare än enskogssångare med enklare och vassare toner. Lätena liknar nashvilleskogssångarens, vassa metalliska "spink".

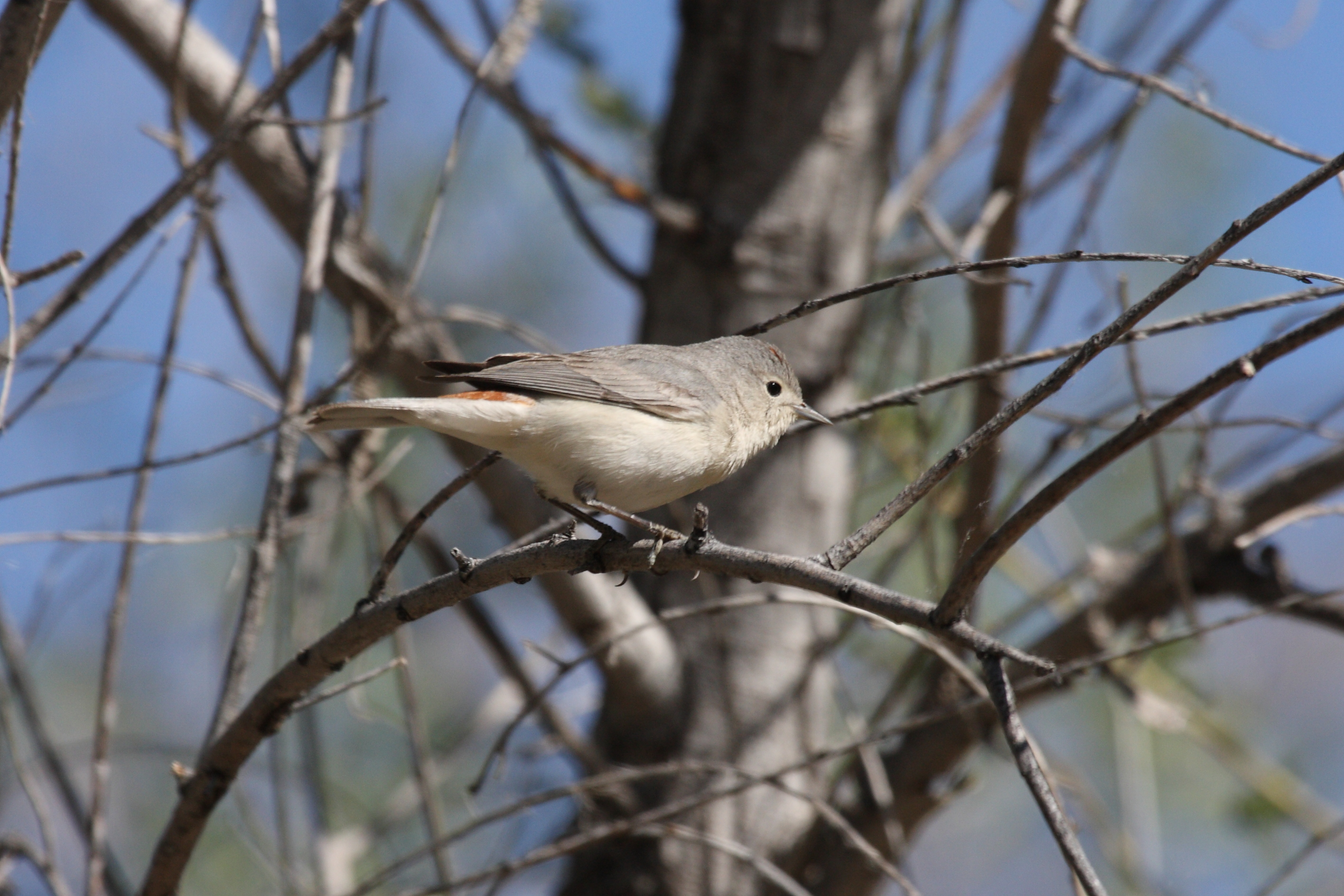

## Utbredning och systematik
Rostgumpad skogssångare häckar i torra sydvästra USA till nordöstra Baja California och nordöstra Sonora och övervintrar till sydvästra Mexiko.

### Släktestillhörighet
Tidigare placerades rostgumpad skogssångare i släktet Vermivora men DNA-studier visar att den inte är nära släkt med typarten i Vermivora, blåvingad skogssångare. Numera placeras den därför i ett annat släkte, Leiothlypis.

## Levnadssätt
Rostgumpad skogssånfare hittas i täta snår (Prosopis) utmed strömmande vattendrag, där den födosöker aktivt bland kvistar och löv på jakt efter insekter. Den häckar mellan april och juli och lägger troligen två kullar.

## Status och hot
Arten har ett stort utbredningsområde och tros öka i antal. Utifrån dessa kriterier kategoriserar IUCN arten som livskraftig (LC). Världspopulationen uppskattas bestå av tre miljoner vuxna individer.

## Namn
Fågelns vetenskapliga artnamn luciae (liksom dess engelska trivialnamn Lucy's Warbler) hedrar Lucy Hunter Baird (1848–1913), dotter till den amerikanska ornitologen Spencer Fullerton Baird.